# آر. هامبتون
آر. هامبتون (1780 بإنجلترا في المملكة المتحدة - ) (بالإنجليزية: R. Hampton)‏ هو لاعب كريكت بريطاني. لعب مع نادي مارليبون للكريكت ‏.